# (32570) Peruindiana
(32570) Peruindiana est un astéroïde de la ceinture principale.

## Description
(32570) Peruindiana est un astéroïde de la ceinture principale. Il fut découvert le 20 août 2001 à Terre Haute par Chris Wolfe. Il présente une orbite caractérisée par un demi-grand axe de 2,59 UA, une excentricité de 0,22 et une inclinaison de 11,7° par rapport à l'écliptique.

## Compléments